# Nazarje
Nazarje là một khu tự quản (tiếng Slovenia: občine, số ít – občina) trong vùng Savinjska của Slovenia. Nazarje có diện tích 43.4 km2, dân số là theo điều tra ngày 31 tháng 3 năm 2002 là 2711 người. Thủ phủ khu tự quản Nazarje đóng tại Nazarje.